# Timonius gracilipes
Timonius gracilipes är en måreväxtart som beskrevs av Elmer Drew Merrill. Timonius gracilipes ingår i släktet Timonius och familjen måreväxter. Inga underarter finns listade i Catalogue of Life.